# Afropithecus
Afropithecus es un género extinto de primate catarrino perteneciente a la familia Proconsulidae que vivió en África y la península arábiga durante el Mioceno medio, entre hace 17 y 18 millones de años.

## Morfología
Los dientes de A. turkanensis tenían una cubierta de esmalte dental grueso. Este esmalte era necesario para su dieta que podría consistir en nueces y otros alimentos con una cubierta dura. Esta innovación podría haber jugado un rol clave en los bosques de Eurasia dando a A. turkanensis acceso a recursos que no lo estaban para el Proconsul y otros simios de esta época.
A. turkanensis podría tener cierta afinidad con Heliopithecus, Kenyapithecus y el hominoideo de gran tamaño proveniente de Moroto y Napak, pero esto no se ha podido establecesr debido a las pocas partes anatómicas que se han preservado.